# San Antonio (spanskt fartyg)
San Antonio (spanska Santo António) var ett spanskt expeditionsfartyg som användes under den första världsomseglingen åren 1519 till 1522. "San Antonio" lämnade dock expeditionen redan 1520.

## Fartyget
"San Antonio" var ett tremastad segelfartyg av skeppstypen karack i klassen Nao. Skeppet var cirka 35 meter lång med ett tonnage på cirka 120 ton och kostade 330 000 maravedis. Ytskiktet var som på de övriga fartygen helt täckt med tjära. Besättningen var på cirka 60 man.

## Världsomseglingen
Den 10 augusti 1519 lämnade en expedition om 5 fartyg (döpt till Armada de las Moluccas) under befäl av Fernão de Magalhães hamnen i Sevilla. Förutom "San Antonio" under befäl av kapten Juan de Cartagena ingick även
- Trinidad
- Concepción
- Victoria
- Santiago

i konvojen där "San Antonio" var det största fartyget.
Den 31 mars 1520 anlände fartygen till Puerto San Julián (i Santa Cruzprovinsen) här utbröt ett första myteri på "Concepción" och "San Antonio" den 2 april, där Victoria kapten Luis de Mendoza dödades. I efterspelet avrättades kapten Gaspar de Quesada den 7 april och kapten Juan de Cartagena lämnades på en öde ö i augusti varpå Álvaro de Mezquita utnämndes till ny kapten på "San Antonio".
Konvojen nådde Kap Virgenes den 21 oktober, under utforskningen av kusten upptäcktes passagen "Estrecho de Todos los Santos" (Alla helgons sund, dagens Magellans sund) den 1 november (1520 års Alla helgons dag). Magellan uppdragade då "Concepción" och "San Antonio" att utforska sundet. Under passagen utbröt ett nytt myteri på "San Antonio" under ledning av Esteban Gómez och fartyget lämnade konvojen den 20 november med kurs åter mot Spanien.

## Eftermäle
San Antonio återkom till Spanien den 21 maj 1521, de 50 besättningsmän fängslades men släpptes senare.